# Castell de Kisimul
El Castell de Kisimul (gaèlic escocès: Caisteal Chiosmuil) i també conegut com a castell de Kiessimul, és un castell medieval situat en una petita illa de Castlebay, Barra, a les Hèbrides Exteriors, Escòcia. Rep el seu nom del nòrdic ciosamul, que significa "illa del castell".

## Història
El registre documental més antic del castell de Kisimul data de mitjans del segle XVI. Escrivint l'any 1549, Dean Monro va afirmar de Barra que " Dins de l'extrem sud-oest d'aquesta illa, hi entra un llac d'aigua salada, molt estret a l'entrada, i rodó i trenat per dins. Al mig del dit llac hi ha un ille, sobre un strenthey craige, anomenat Kiselnin, pertanyent a M'Kneil de Barray. " Tanmateix, Campbell (1936) assenyala que Monro ha confós en part el Bàgh Beag proper amb el Bàgh a' Chaisteil.
El castell està construït sobre un illot rocós de la badia, just davant de la costa de Barra. Només s'hi pot arribar amb vaixell. Kisimul té els seus propis pous d'aigua dolça. Diu la llegenda que va ser la fortalesa dels MacNeil des del segle XI.
Kisimul va ser abandonat el 1838 quan es va vendre l'illa, i l'estat del castell es va deteriorar posteriorment. Una part de la seva pedra s'utilitzava com a llast per als vaixells de pesca, i algunes fins i tot van acabar com a paviment a Glasgow. Les restes del castell, juntament amb la major part de l'illa de Barra, van ser comprades el 1937 per Robert Lister MacNeil, l'aleshores cap del clan MacNeil, que va fer esforços de restauració.
El 2001 el cap del clan MacNeil va llogar el castell a Historic Scotland durant 1000 anys per la suma anual d'1 £ i una ampolla de whisky. Per al cens de 2011, l'illa va ser classificada pel National Records of Scotland com una illa habitada que "no tenia residents habituals en el moment dels censos de 2001 o 2011".

## Prospecció arqueològica
Les investigacions arqueològiques es van dur a terme al castell de Kisimul per Headland Archaeology, en nom de Historic Scotland. Això va implicar algunes excavacions, enregistraments d'edificis i investigacions d'arxiu. S'esperava que el projecte ajudés a aclarir la data del castell i la seva seqüència de construcció. Un altre objectiu era establir si l'illa havia estat ocupada o no abans de la construcció del castell.
La datació del castell va ser especialment difícil a causa de la manca de trets arquitectònics datables visibles a la tela del castell. Els resultats de la gravació de l'edifici i la investigació arxivística van concloure una data probable de construcció a finals del segle XV coincidint amb l'auge del poder gaèlic a Escòcia i Irlanda durant l'Edat Mitjana. Els registres no en fan esment durant el regnat de Robert II (1371–1390), a les descripcions de l'illa a la Chronica Gentis Scotorum (1371–1387) o a la concessió inicial de l'illa de Barra als MacNeill des de 1427. Aquesta evidència "negativa" recolza la hipòtesi que Kisimul posdata aquests registres, ja que presumiblement s'hauria esmentat si hagués existit durant aquells temps.

Plànol del castell de Kisimul, Escòcia, Regne Unit. 1 Guarderia 2 Cuina 3 Tanist House 4 Postern 5 Marion of the Head's Addition 6 Great Hall 7 Watchtower 8 Capella 9 Gockman's House 10 Pati 11 Gate 12 Slipway 13 Creek 14 Breakwater Wall 15 Crew's House

És possible que els taulons de fusta formessin part del disseny original del castell, a causa de la presència de forats en el mur cortina. Tanmateix, els forats no estan a l'alçada correcte de la paret, com s'esperaria d'aquesta característica de l'edifici en particular. Com que aquesta tendència passava de moda en l'època en què es va construir Kisimul es pensa que tenien una funció més decorativa, que no pas defensiva, com ara oferir un espai extra perquè la gent pogués caminar i fer exercici en un castell on la seva ubicació suposava aquest espai per a aquestes activitats eren limitades.
L'excavació es va concentrar en zones del pati, el soterrani de la torre i el fons d'una presó de fossa. A l'extrem est del pati hi havia una gran quantitat de runes de construcció directament sota la superfície, algunes de les quals tenien morter enganxat. Això va suggerir que un edifici anterior havia estat enderrocat o ensorrat, i la pedra solia formar un pati pla. Això va passar abans que es construís l'edifici conegut com la cuina. A l'altre extrem del solar es va descobrir un desguàs de pedra que conduïa sota la sala gran juntament amb una superfície llamborda. Per sobre d'aquests hi havia una capa que contenia grans quantitats d'os d'animals, closca i ceràmica. També hi havia superfícies de sòl dins d'edificis que havien estat enderrocats.
Durant l'excavació es van trobar moltes coses. Aquests inclouen grans quantitats d'os i closca d'animals. Un estudi més ampli d'aquests ens permetrà conèixer més sobre l'alimentació dels qui vivien al castell. També es va trobar una gran quantitat de ceràmica trencada i sembla que va des de la prehistòria fins al període medieval fins al passat més recent. Es van recuperar diverses peces de sílex, inclosa una fulla de sílex especialment fina. Aquestes eines juntament amb algunes de les ceràmiques mostren que la gent feia servir l'illa milers d'anys abans que es construís l'actual castell.

## Imatges

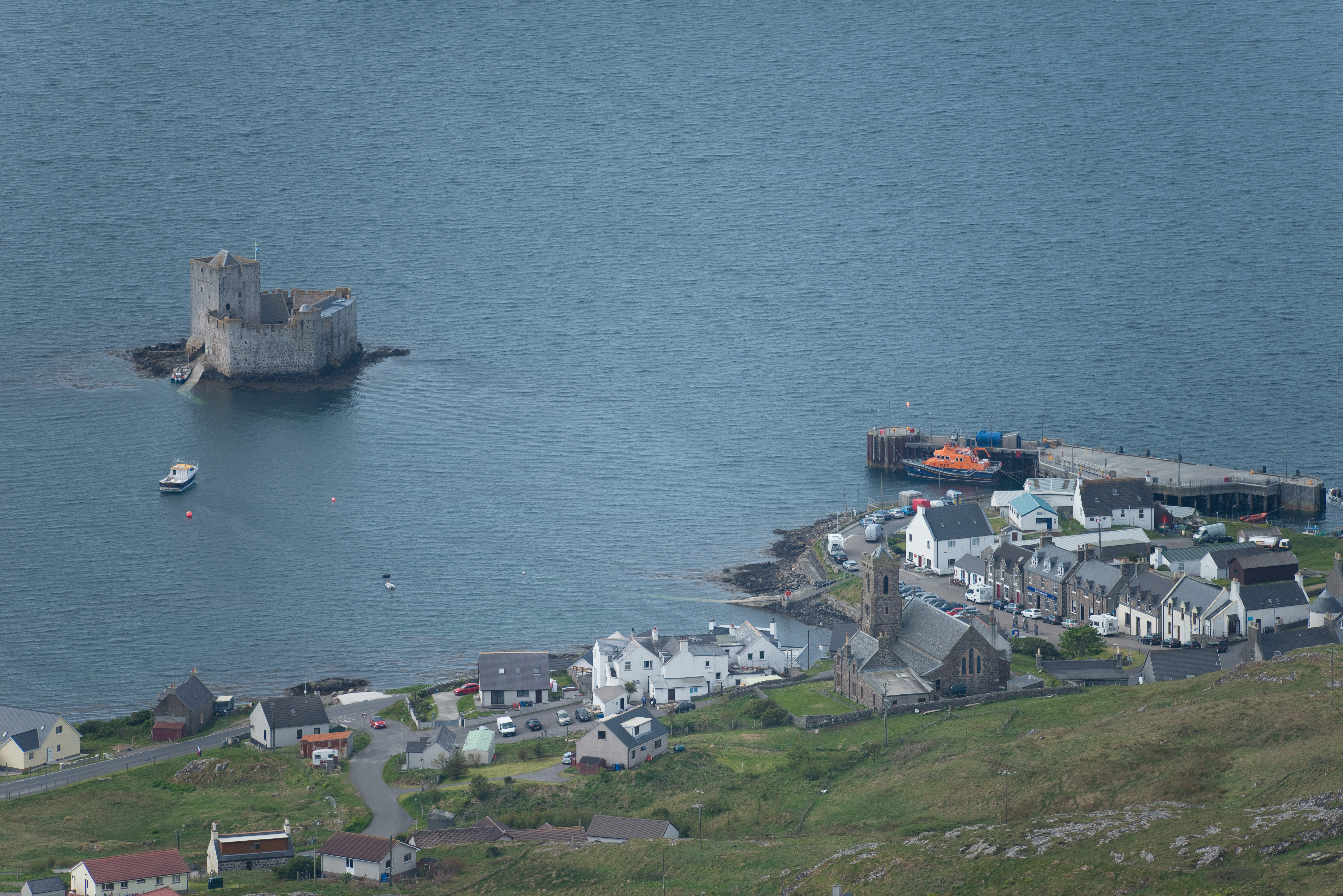
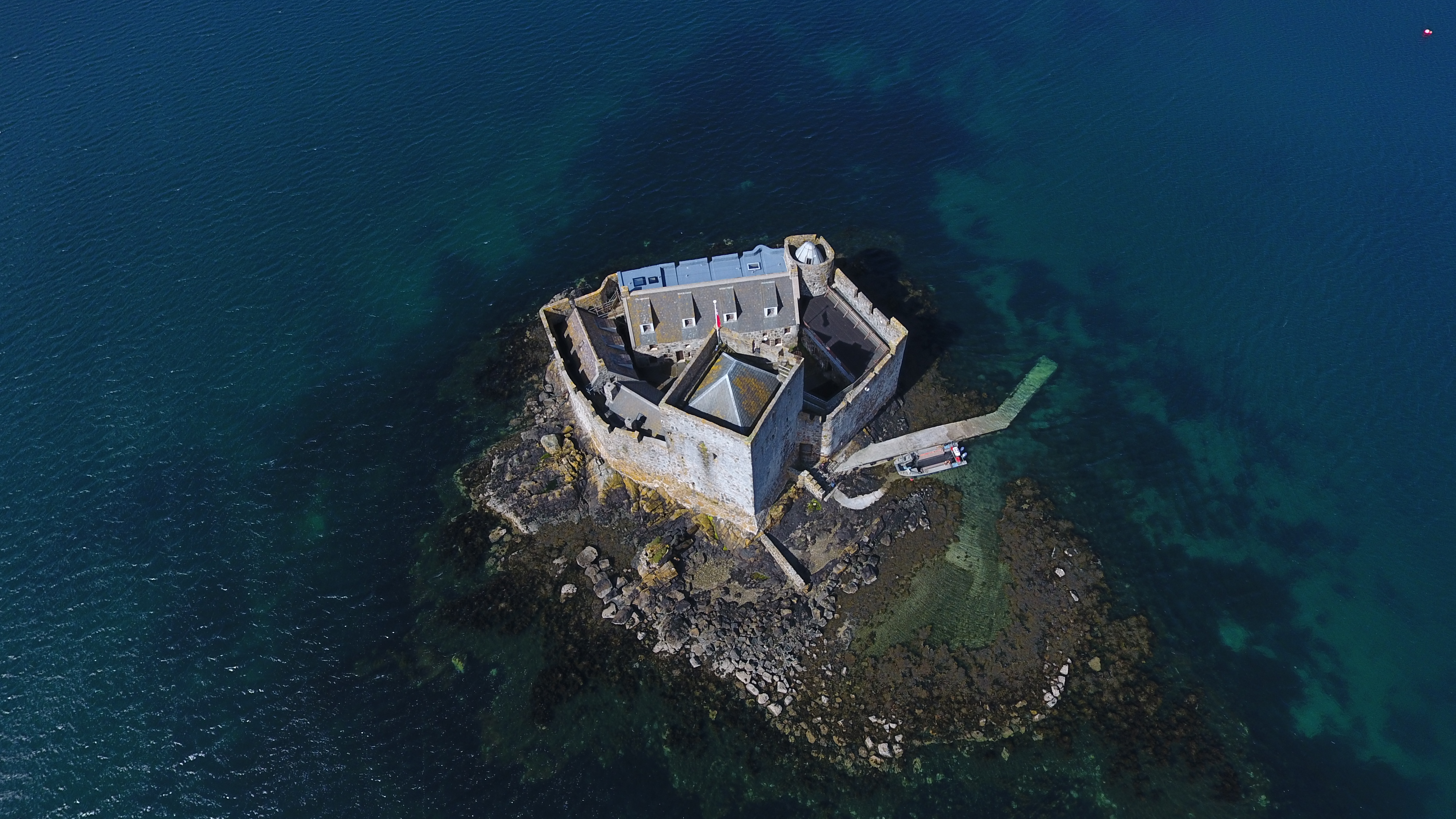
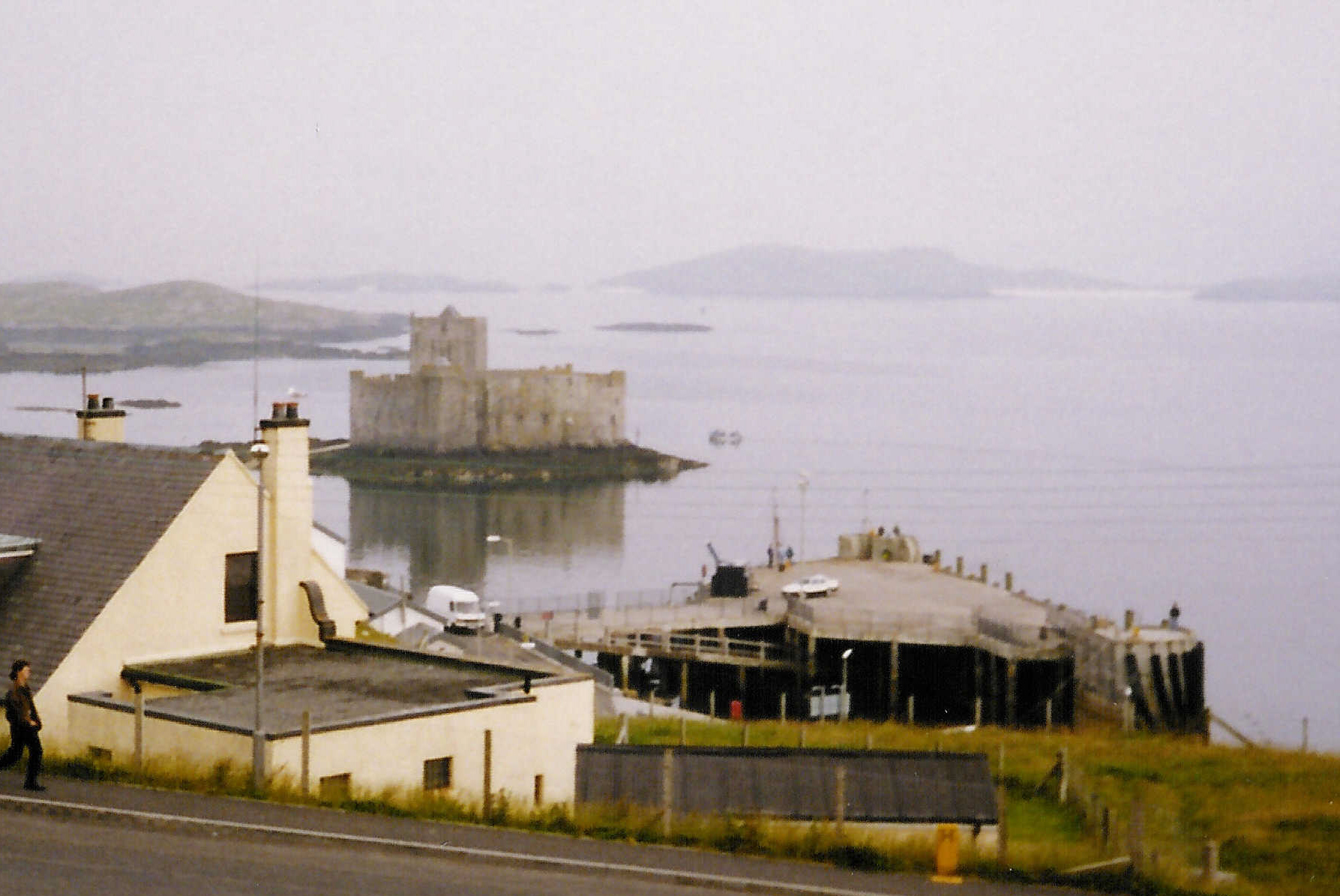
Castell de Kisimul de Barra (1997)
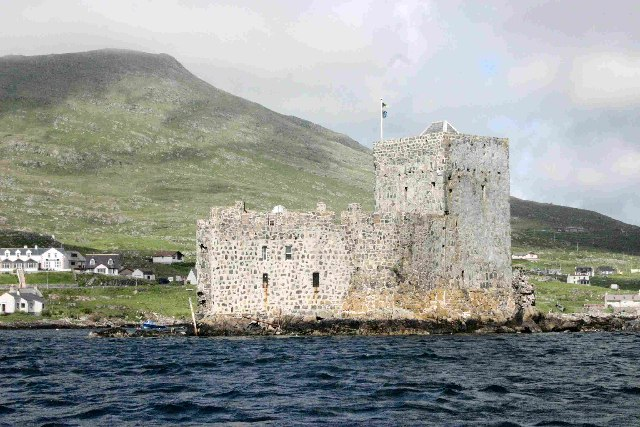
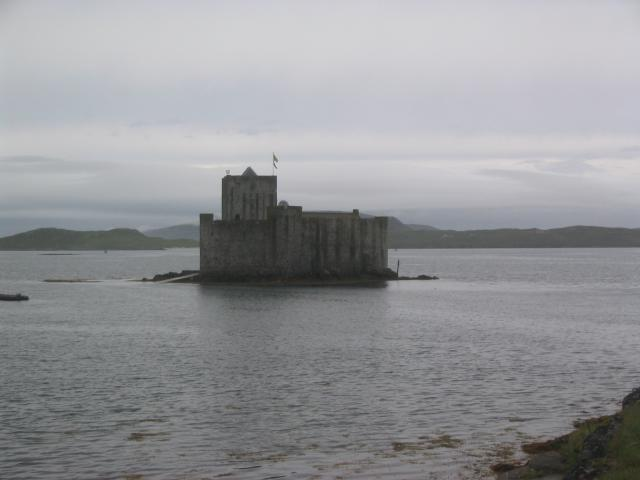
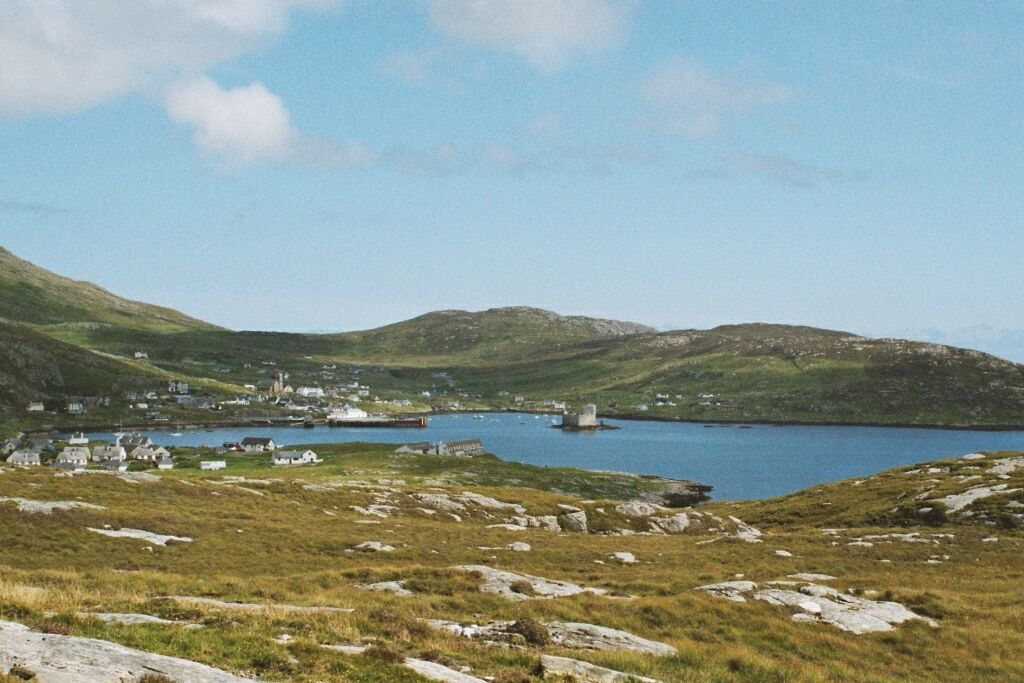
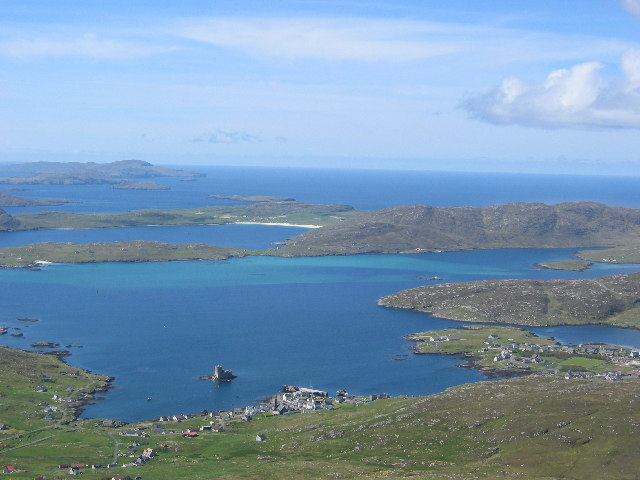
Vista de Castlebay des de Heaval
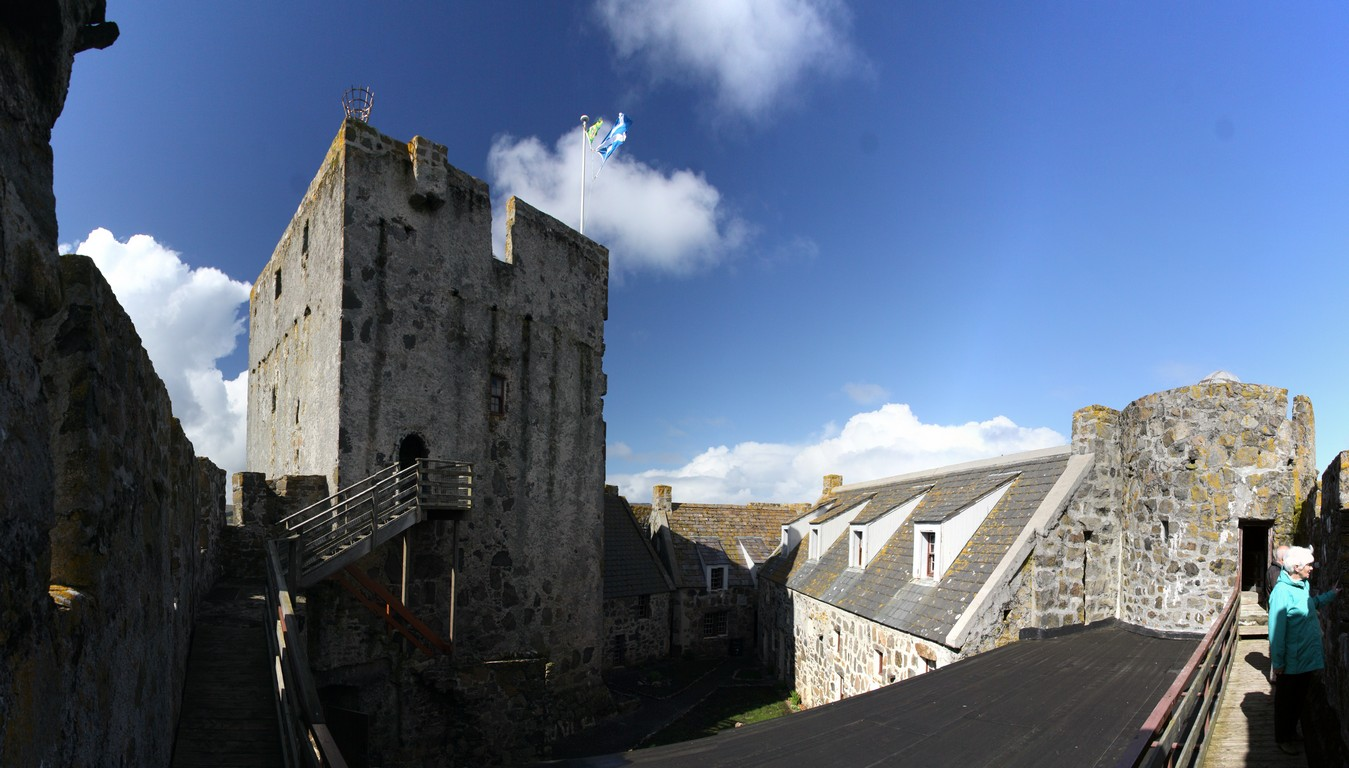
Castell de Kisimul - Vista des dels merlets